# UW Canis Majoris
Désignations
UW Canis Majoris (en abrégé UW CMa) est une étoile binaire à éclipses de la constellation australe du Grand Chien. Elle porte également la désignation de Flamsteed de 29 Canis Majoris, UW Canis Majoris étant sa désignation d'étoile variable. Elle est classée comme une binaire à contact de type Beta Lyrae. Sa magnitude apparente varie de +4,84 à +5,33 selon une période de 4,39 jours. Bode lui avait initialement attribué la désignation de Bayer Tau2 Canis Majoris, mais elle a été abandonnée par Gould et les auteurs qui l'ont suivi.

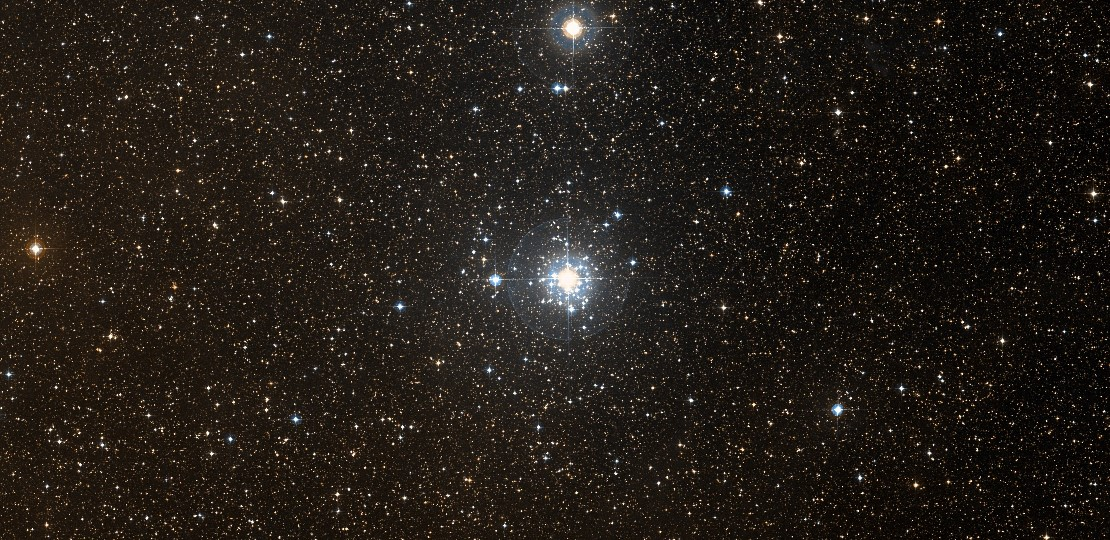
Image de NGC 2362. UW CMa est l'étoile brillante en haut (au nord).

Sa composante primaire, désignée UW Canis Majoris A, est une supergéante bleue rare de type spectral O7,5-8 Iab. Les caractéristiques précises du système sont incertaines, en partie parce que la signature spectrale de la secondaire est très difficile à démêler du spectre de la primaire et parce ce qu'elle est entourée d'une enveloppe de vent stellaire. Une étude spectrale détaillée de Bagnuolo et al. (1994) a déterminé que le rayon de l'étoile primaire est 13 fois plus grand que le rayon solaire. La secondaire est quant à elle une supergéante un peu plus froide, moins évoluée et moins lumineuse de type spectral O9,7Ib, dont le rayon est 10 fois plus grand que le solaire. Selon cette même étude, l'étoile la plus brillante, qui est la plus lumineuse, possède une luminosité qui vaut 200 000 fois celle du Soleil, tandis que son compagnon est 63 000 fois plus lumineux. Cependant, l'étoile secondaire apparaît être la plus massive, ayant une masse de 19 M☉, tandis que l'étoile primaire ferait 16 M☉. Toutefois, une analyse photométrique plus récente d'Antokhina et al. (2011) trouve plusieurs configurations de rapports de masses et de luminosités qui peuvent correspondre aux données observées.
Les mesures de parallaxe annuelle du système de UW Canis Majoris le placent à approximativement ∼ 3 000 a.l. (∼ 920 pc) de la Terre, ce qui est étonnamment proche pour une étoile de ce type spectral et de cette luminosité. Les données de parallaxe plus précises du satellite Hipparcos la placent encore plus près, autour de ∼ 2 000 a.l. (∼ 613 pc), tandis que la troisième data release du satellite Gaia donne une parallaxe de 0,85 ± 0,13 mas, ce qui correspond à une distance autour de ∼ 3 800 a.l. (∼ 1 170 pc). On pense que UW Canis Majoris est un membre périphérique de l'amas ouvert NGC 2362, ce qui situerait le système à environ ∼ 5 000 a.l. (∼ 1 530 pc) de la Terre, et qui serait plus cohérent avec sa luminosité attendue. La contradiction entre les différentes mesures de distance restent un sujet de recherche.